# Critèrium Internacional 2013
El Critérium Internacional 2013, 82a edició del Critérium Internacional es disputà entre el 23 i el 24 de març de 2013. La cursa forma part de l'UCI Europa Tour 2013, i fou guanyada pel britànic Christopher Froome (Team Sky), que va estar acompanyat al podi pel seu company d'equip Richie Porte i Tejay van Garderen (BMC Racing Team).

## Equips participants
16 equips prenen part en la cursa:
- 9 ProTeams: AG2R La Mondiale, Argos-Shimano, Blanco Team, BMC Racing Team, FDJ, Garmin-Barracuda, RadioShack-Leopard, Team Saxo-Tinkoff, Team Sky
- 6 equips continentals professionals: Bretagne-Séché Environnement, Cofidis, Colombia, Team Europcar, IAM Cycling, Sojasun
- 1 equips continentals: La Pomme Marseille

## Etapes
| Etapa    | Data       | Recorregut                          | Km   | Vencedor d'etapa         | Líder de la general      |
| -------- | ---------- | ----------------------------------- | ---- | ------------------------ | ------------------------ |
| 1a etapa | 24 de març | Porto-Vecchio - Porto-Vecchio       | 89,5 | Theo Bos (NED)           | Theo Bos (NED)           |
| 2a etapa | 24 de març | Porto-Vecchio - Porto-Vecchio (CRI) | 6,5  | Richie Porte (AUS)       | Richie Porte (AUS)       |
| 3a etapa | 25 de març | Porto-Vecchio - Coll de l'Ospedale  | 179  | Christopher Froome (GBR) | Christopher Froome (GBR) |

## Classificacions finals

### Classificació general
| Pos | Ciclista                     | Equip            | Temps      |
| --- | ---------------------------- | ---------------- | ---------- |
| 1   | Chris Froome (GBR)           | Team Sky         | 6h 55' 23" |
| 2   | Richie Porte (AUS)           | Team Sky         | + 32"      |
| 3   | Tejay van Garderen (USA)     | BMC Racing Team  | + 54"      |
| 4   | Bauke Mollema (NED)          | Blanco Team      | + 1' 00"   |
| 5   | Jean-Christophe Péraud (FRA) | AG2R La Mondiale | + 1' 00"   |
| 6   | Andrew Talansky (USA)        | Garmin-Sharp     | + 1' 06"   |
| 7   | Maxime Bouet (FRA)           | AG2R La Mondiale | + 1' 33"   |
| 8   | Pierrick Fédrigo (FRA)       | FDJ              | + 1' 37"   |
| 9   | Johann Tschopp (SUI)         | IAM Cycling      | + 1' 43"   |
| 10  | John Gadret (FRA)            | AG2R La Mondiale | + 2' 05"   |

### Classificacions secundàries
- Classificació dels punts:  Richie Porte (AUS) (Team Sky)
- Classificació de la muntanya:  Jérémy Roy (FRA) (FDJ)
- Classificació dels joves:  Tejay van Garderen (USA) (BMC Racing Team)
- Classificació per equips: AG2R La Mondiale

## Evolució de les classificacions
| Etapa | Vencedor     | Classificació general | Classificació per punts | Classificació de la muntanya | Classificació dels joves | Classificació per equips |
| ----- | ------------ | --------------------- | ----------------------- | ---------------------------- | ------------------------ | ------------------------ |
| 1     | Theo Bos     | Theo Bos              | Theo Bos                | Arnaud Gerard                | Nacer Bouhanni           | Sojasun                  |
| 2     | Richie Porte | Richie Porte          | Richie Porte            | Arnaud Gerard                | Tejay van Garderen       | Team Sky                 |
| 3     | Chris Froome | Chris Froome          | Richie Porte            | Jérémy Roy                   | Tejay van Garderen       | AG2R La Mondiale         |
| Final | Final        | Chris Froome          | Richie Porte            | Jérémy Roy                   | Tejay van Garderen       | AG2R La Mondiale         |